# Muhammad Ammura
Muhammad al-Amin Ammura (arab. محمد الأمين عمورة; ur. 9 maja 2000 w At-Tahir) – algierski piłkarz grający na pozycji napastnika.

## Kariera klubowa
Jest wychowankiem ES Sétif. Zadebiutował w tym klubie 17 lutego 2020 w wygranym 3:0 meczu z CA Bordj Bou Arreridj, w którym strzelił gola. W sezonie 2020/2021 strzelił 15 goli, dzięki czemu zajął 5. miejsce w klasyfikacji najlepszych strzelców, a jego zespół został wicemistrzem Algierii.
W sierpniu 2021 podpisał czteroletni kontrakt z FC Lugano. Zadebiutował w tym klubie 17 września 2021 w wygranym 1:0 meczu Pucharu Szwajcarii z Neuchâtel Xamax, a pierwszego gola strzelił 2 października 2021 w wygranym 2:0 spotkaniu z FC Lausanne-Sport, w którym wywalczył również rzut karny. W sezonie 2021/2022 wraz z klubem zdobył Puchar Szwajcarii. Ponadto FC Lugano zakończyło rozgrywki ligowe na czwartym miejscu z 54 punktami

## Kariera reprezentacyjna
W reprezentacji Algierii zadebiutował 17 czerwca 2021 w wygranym 5:1 meczu towarzyskim z Liberią, rozegranym na inaugurację stadionu olimpijskiego w Oranie, w którym strzelił 4 gole. W październiku 2021 został powołany na dwa mecze eliminacji do MŚ 2022 z Nigrem. 8 października wystąpił w wygranym 6:1 spotkaniu, a cztery dni później zagrał w wygranym 4:0 meczu. 24 grudnia 2021 znalazł się w grupie 28 zawodników powołanych na Puchar Narodów Afryki.
27 maja 2022 znalazł się w grupie 25 zawodników powołanych na mecze eliminacji do Pucharu Narodów Afryki 2023 z Ugandą i Tanzanią. 4 czerwca wystąpił w wygranym 2:0 spotkaniu z Ugandą, wchodząc na boisko w 69. minucie za Islama Slimaniego, a cztery dni później strzelił gola w wygranym 2:0 meczu z Tanzanią. 12 czerwca strzelił kolejnego gola w wygranym 2:1 spotkaniu towarzyskim z Iranem.

## Osiągnięcia
- Puchar Szwajcarii: 2021/2022